# Baronia brevicornis
Baronia brevicornis là một oài bướm thuộc họ Bướm phượng.

## Hình ảnh

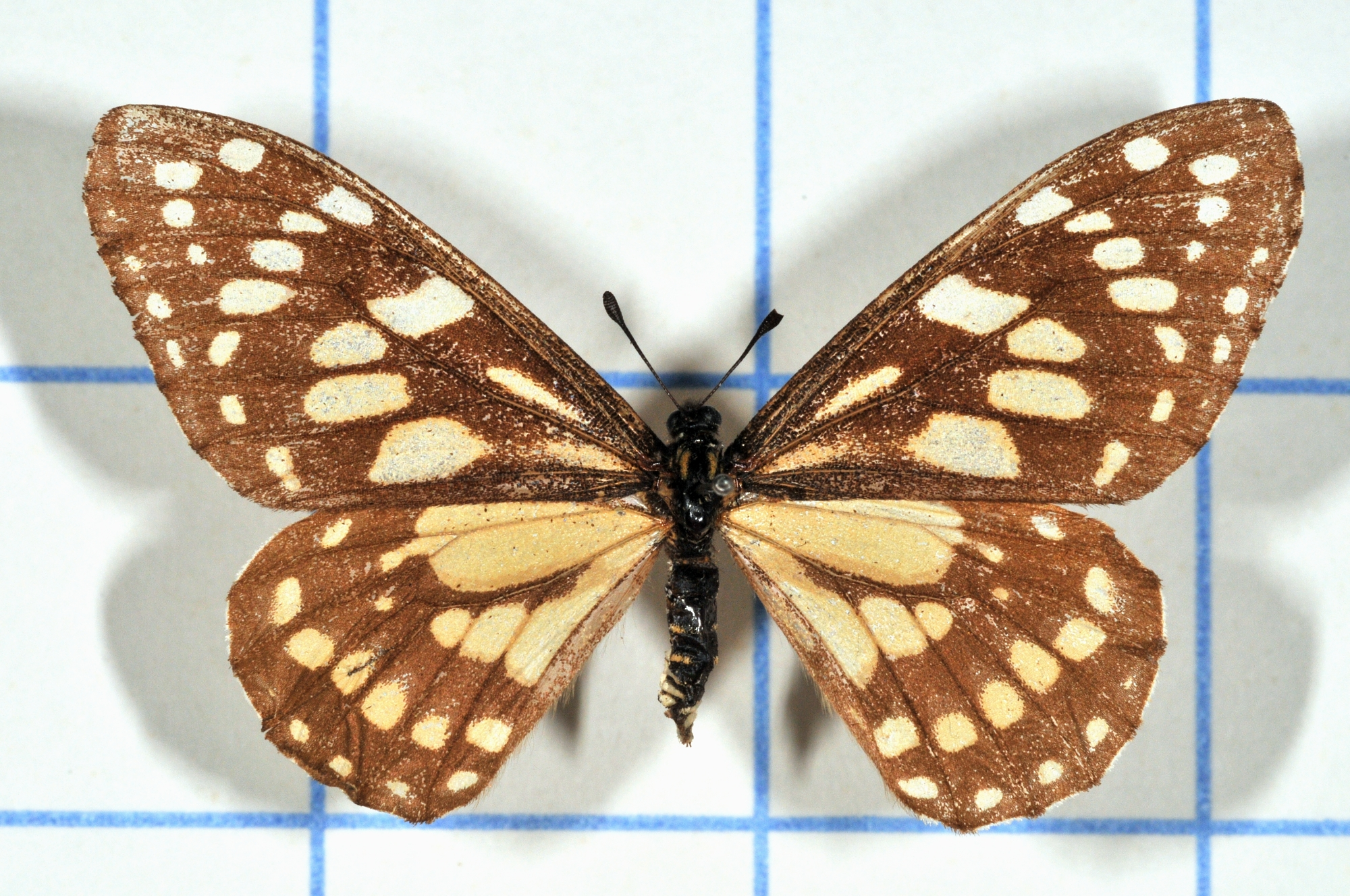
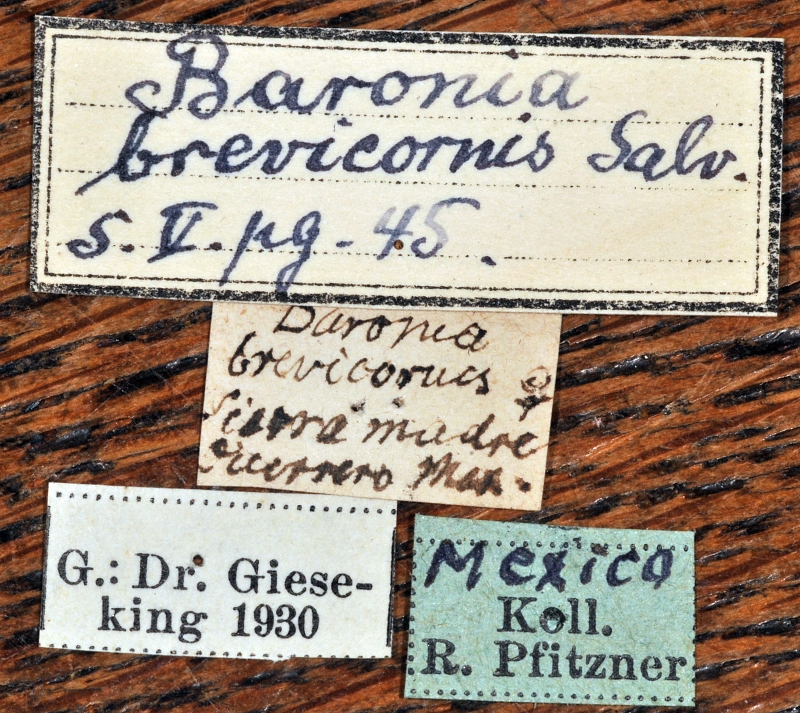
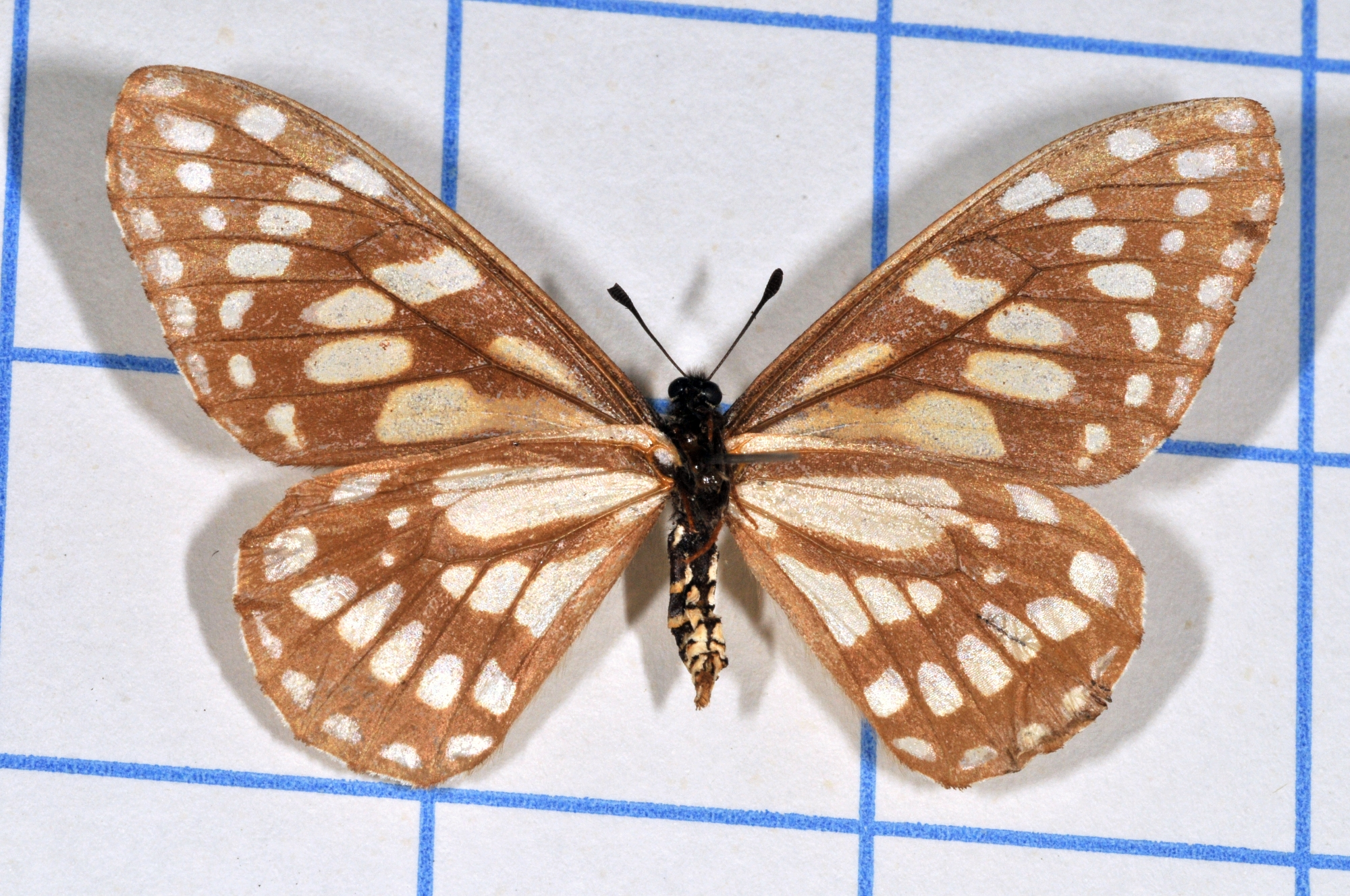
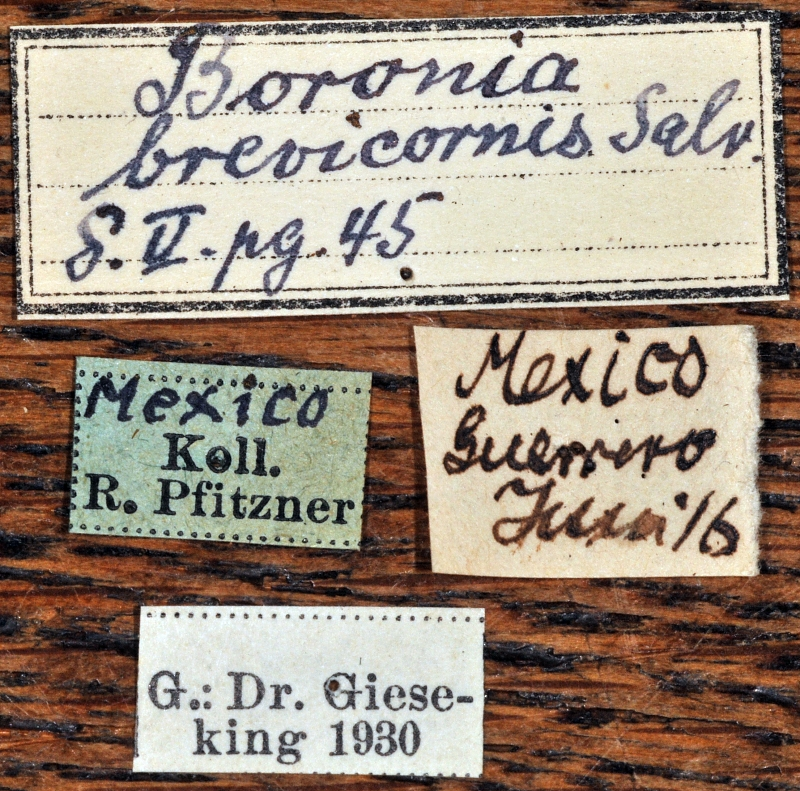